# Rosa Pianeta
Rosa Pianeta (Torino, 23 settembre 1955) è un'attrice italiana.

## Biografia
Attrice teatrale poi passata al cinema e alla televisione, ha interpretato personaggi tipicamente siciliani.

## Filmografia parziale

### Cinema
- Magnificat, regia di Pupi Avati (1993)
- Perdiamoci di vista, regia di Carlo Verdone (1994)
- Nestore, l'ultima corsa, regia di Alberto Sordi (1994)
- Pasolini, un delitto italiano, regia di Marco Tullio Giordana (1995)
- M.D.C. - Maschera di cera, regia di Sergio Stivaletti (1997)
- Il macellaio, regia di Aurelio Grimaldi (1998)
- La fame e la sete, regia di Antonio Albanese (1999)
- Il grande botto, regia di Leone Pompucci (2000)
- Malefemmene, regia di Fabio Conversi (2001)
- Travolti dal destino (Swept Away), regia di Guy Ritchie (2002)
- Liberi, regia di Gianluca Maria Tavarelli (2003)
- Liberarsi - Figli di una rivoluzione minore, regia di Salvatore Romano (2007)
- Si può fare, regia di Giulio Manfredonia (2008)
- La matassa, regia di Ficarra e Picone e Giambattista Avellino (2009)
- Diciottanni - Il mondo ai miei piedi, regia di Elisabetta Rocchetti (2010)

### Televisione
- Scoop, regia di José María Sánchez - miniserie TV (1991)
- Il maresciallo Rocca - serie TV, 1 episodio (1996)
- Distretto di Polizia, regia Renato De Maria – serie TV, episodio 1x06 (2000)
- Don Matteo - serie TV, 3 episodi (2001-2008)
- Provaci ancora prof! - serie TV (2005)
- Un posto al sole - soap opera (2006)
- Gente di mare - serie TV (2005-2007)
- La buona battaglia - Don Pietro Pappagallo, regia di Gianfranco Albano - film TV (2006)
- A voce alta, regia di Vincenzo Verdecchi - film TV (2006)
- R.I.S. 3 - Delitti imperfetti, regia di Pier Belloni – serie TV,  episodio 10 "La medium" (2007)
- Nebbie e delitti 3 - serie TV (2009)
- Squadra antimafia - Palermo oggi - serie TV, episodio 4 (2009)
- Il delitto di Via Poma, regia di Roberto Faenza - film TV (2011)
- L'onore e il rispetto - Parte terza, regia di Luigi Parisi e Alessio Inturri - miniserie TV (2012)
- Un medico in famiglia - serie TV (2013)
- Il peccato e la vergogna, regia di Luigi Parisi e Alessio Inturri - serie TV (2010-2014)
- Sorelle per sempre, regia di Andrea Porporati - film TV (2021)

## Teatro
- Lulù di Frank Wedekind, regia di Tinto Brass
- Sei personaggi in cerca d'autore di Luigi Pirandello, regia di Paolo Scarabello
- Nonna Sabella di Pasquale Festa Campanile, regia di Paolo Scarabello
- La mandragola di Niccolò Machiavelli, regia di Arnaldo Ninchi
- Nijinsky, regia di Mario Pavone